# Герменчикская битва
Герменчикская битва — сражение, произошедшее в 1649 или 1650 году, между армией тарковского шамхала Сурхая III и ногайцами Чебан-Мурзы Иштерекова с одной стороны, и царскими  отрядами, подкрепленными отрядами казаков. Закончилась полным разгромом русских войск  и их союзников. Герменчикское сражение стало главным предвестником персидско-кумыкских походов на Сунженский острог

## Предыстория
Разгром Ногайской орды в ногайско-калмыцкой войне привел к тому, что часть ногайских мурз подпала под власть Калмыцкого ханства, находившегося в процессе вхождения в Русское царство. Не желая быть под властью калмыков, ногайский мурза Чебан Иштереков откочевал во владения тарковского шамхала Сурхая III, лавировавшего между Сефевидским Ираном и Русским царством. Было решено послать войска для возвращения Чебана, чтобы не допустить чрезмерного усиления ненадежного для России шамхала. Последний принял сторону откочевавших ногайцев. Русские войска были пополнены отрядами враждебного Шамхальству Эндиреевского княжества, вассалов России окочан и кабардинцев, а также терскими казаками.

## Ход боевых действий
Русская рать собралась в Терском городке и начала продвижение к Тарки. Существует мнение, что ядро русского отряда составляли шведские мушкетеры, устроившиеся на русскую службу после того как остались без работы у себя на родине в связи с окончанием Тридцатилетней войны. Постепенно присоединялись отряды союзников, объединенные силы насчитывали 7—8 тысяч конных  и пеших воинов. На Герменчикском поле противники вступили в сражение, в котором царская армия была наголову разбита. Было потеряно войсковое знамя, которое было отправлено Сурхаем III Аббасу II  в знак уважения.

Где-то в 1649-1650 гг. для возвращения Чебан-мурзы на старые места направляется из Терского города экспедиция, едва ли не «с 7 и 8 тысяч конных, пеших окоцких и барагунских и ногайских и русских людей». Казаналип Эндиреевский также примкнул со своим ополчением к царскому войску. Собранным силам удалось подойти к самим Таркам, однако здесь они потерпели поражение. Шамхал Сурхай захватил даже войсковое знамя, которое отправил в Иран в знак почтения Аббасу II  

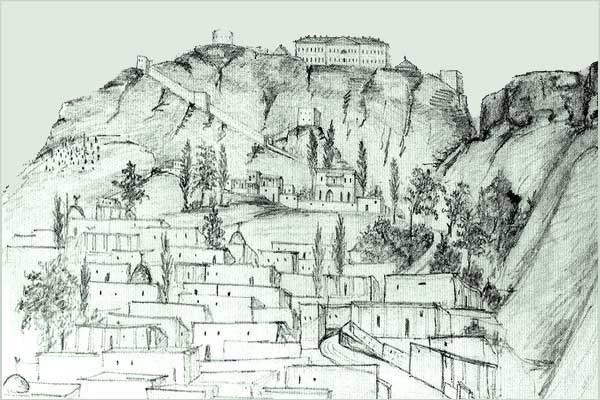
Тарки. Вид со стороны Каспийского моря. Зарисовка Милютина Д. А.

Объясняя свое поведение, Сурхай III писал астраханским воеводам, что лишь оборонялся, соблюдая обычай защиты своих гостей:

 "...Чебан мурза от калмыков побежал и к нам в кумыки приехав в конаки учинился, а к русским людям за войною не поехал, а мы, кумыки, искони, от отцов своих, конаков имеем и бережём".— Акты исторические собранные и изданные археографической комиссией, том 4, стр. 162, 1842.
Однако шемахинский хан Хосров писал астраханским воеводам, что появление царских войск возмутило Сурхая, и инициатором битвы выступил сам шамхал.

## Последствия
Поражение в Герменчикской битве стало причиной отпадения Казаналпа Эндиреевского от России. Кумыкские феодалы примирились и совместно участвовали в походах на Сунженский острог.
Сефевидская империя разработала план расширения своих владений до Астрахани. Таким образом, Герменчикская битва стала одной из причин персидско-кумыкских походов на Сунженский острог.